# Goshen (Virgínia)
Goshen és una població dels Estats Units a l'estat de Virgínia. Segons el cens del 2000 tenia 406 habitants.

## Demografia
Segons el cens del 2000, Goshen tenia 406 habitants, 179 habitatges, i 107 famílies. La densitat de població era de 90,1 habitants per km².
Dels 179 habitatges en un 27,4% hi vivien nens de menys de 18 anys, en un 39,7% hi vivien parelles casades, en un 16,2% dones solteres, i en un 39,7% no eren unitats familiars. En el 33% dels habitatges hi vivien persones soles el 13,4% de les quals corresponia a persones de 65 anys o més que vivien soles. El nombre mitjà de persones vivint en cada habitatge era de 2,27 i el nombre mitjà de persones que vivien en cada família era de 2,9.
Per edats la població es repartia de la següent manera: un 23,6% tenia menys de 18 anys, un 8,4% entre 18 i 24, un 27,8% entre 25 i 44, un 23,4% de 45 a 60 i un 16,7% 65 anys o més.
L'edat mediana era de 38 anys. Per cada 100 dones de 18 o més anys hi havia 80,2 homes.
La renda mediana per habitatge era de 23.958 $ i la renda mediana per família de 30.455 $. Els homes tenien una renda mediana de 25.227 $ mentre que les dones 18.250 $. La renda per capita de la població era de 14.400 $. Entorn del 17,3% de les famílies i el 18% de la població estaven per davall del llindar de pobresa.

## Poblacions més properes
El següent diagrama mostra les poblacions més properes.